# Камара, Агибу
Агибу́ Камара́ (фр. Aguibou Camara; родился 20 мая 2001)  — гвинейский футболист,  полузащитник клуба «Лудогорец» и национальной сборной Гвинеи.

## Клубная карьера
Воспитанник гвинейского клуба «Элефан де Калеа». В 2019 году перешёл во французский клуб «Лилль». 10 февраля 2021 года дебютировал в основном составе «Лилля» в матче Кубка Франции против «Дижона» и забил единственный гол в этой игре.
В июле 2021 года перешёл в греческий клуб «Олимпиакос». 22 июля 2021 года дебютировал за клуб в матче второго квалификационного раунда Лиги чемпионов УЕФА против азербайджанского клуба «Нефтчи». 3 августа 2021 года забил свой первый гол за «Олимпиакос» в матче третьего квалификационного раунда Лиги чемпионов УЕФА против болгарского клуба «Лудогорец».

## Карьера в сборной
Выступал за сборные Гвинеи до 17 и до 20 лет.
12 октября 2019 года дебютировал за сборную Гвинеи в товарищеском матче против сборной Коморских Островов.